# Ланской мост
Ланско́й мост — автодорожный железобетонный рамный мост через Чёрную речку в Приморском районе Санкт-Петербурга.

## Расположение
Расположен в створе Ланского шоссе и Школьной улицы. 
Выше по течению находится Коломяжский путепровод, ниже — Чернореченский мост.
Ближайшая станция метрополитена — «Чёрная речка».

## Название
Первоначально мост назывался Чернореченским или 2-м Чернореченский (расположенный ниже по течению мост был назван 1-м Чернореченским). В 1868—1920-х годах использовалось также название Пограничный, так как здесь проходила северная граница города. Современное название существует с 1889 года и, как и некоторые другие топонимы этого исторического района города, связано с фамилией дворянского рода Ланских, с конца XVIII века владевших обширным участком земли между Чёрной речкой и Выборгской дорогой.

## История
В 1849 году был построен деревянный мост балочно-подкосной системы. Мост неоднократно ремонтировался в дереве с сохранением прежней конструкции (в 1869, 1875, 1905—1906 гг.). После очередного ремонта длина моста составляла 38,4 м, ширина – 8,5 м. В 1941 году мост был капитально отремонтирован. Мост был деревянным трехпролётным, длина составляла 28,3 м, ширина – 13,5 м.
Существующий однопролётный железобетонный мост построен в 1967 году по проекту инженера «Ленгипроинжпроекта» Р. Я. Розена  и архитектора Л. А. Носкова.

## Конструкция
Мост однопролётный железобетонный рамный, по статической схеме — трёхшарнирная рама. В поперечном сечении состоит из балок двутаврового сечения переменной высоты заводского изготовления. По верху балки объединены железобетонной плитой проезжей части. В середине пролёта балки смыкаются посредством несовершенного шарнира. «Ноги» рамы выполнены из монолитного железобетона. Устои массивные железобетонные, на свайном ростверке. Длина моста составляет 29,6 м, ширина — 38 м.
Мост предназначен для движения автотранспорта и пешеходов. Проезжая часть моста включает в себя 6 полос для движения автотранспорта. Покрытие проезжей части и тротуаров — асфальтобетон. Тротуары отделены от проезжей части гранитным поребриком. На мосту установлено чугунное перильное ограждение, завершающееся на устоях гранитными тумбами.